# Fernando Calhau

Timeless, 1994, chapa de ferro e néon, 200 x 200 cm

Fernando Calhau (Lisboa, 1948 – Lisboa, 2002) foi um artista plástico e  pintor português .

## Biografia / Obra
Em 1973 licenciou-se em Pintura na Escola Superior de Belas Artes de Lisboa. Estudou na Slade School of Fine Art, Londres, como bolseiro da Fundação Calouste Gulbenkian, onde estudou gravura com Bartolomeu Cid dos Santos. 
Realizou a primeira exposição individual em 1968, na Cooperativa Gravura, Lisboa.
Na década de 1970 o seu trabalho está em sintonia com os programas da arte conceptual e minimalista. Realiza obras monocromáticas de grande depuração formal, utiliza o filme super 8, o vídeo, e fotografia. A partir dos anos oitenta utiliza o ferro e o néon azul em obras como Timeless (1994), onde a palavra escrita assume papel determinante.
Fernando Calhau teve também uma extensa carreira ao serviço da Secretaria de Estado da Cultura, tendo, nomeadamente, dirigido o Instituto de Arte Contemporânea entre 1997 e 2000.
Em 2001 realizou duas exposições no Centro de Arte Moderna José de Azeredo Perdigão, Fundação Calouste Gulbenkian, Lisboa.

## Algumas exposições individuais
- 1981 – Galeria Quadrum, Lisboa.
- 1988 – Galeria Cómicos (atual Galeria Luís Serpa), Lisboa.
- 1998 – Galeria Pedro Oliveira, Porto.
- 2000 – Galeria Cristina Guerra, Lisboa.
- 2000 – Projeto Slow Motion, Caldas da Rainha.
- 2001 – Passageiro Assediado e Work in Progress – Centro de Arte Moderna José de Azeredo Perdigão, Fundação Calouste Gulbenkian, Lisboa.

## Algumas exposições coletivas
- 1977 – Alternativa Zero, Lisboa.
- 1979 – A Fotografia como Arte / A Arte como Fotografia.
- 1980 – XI Biennale de Paris, Paris.
- 1986 – III Exposição de Artes Plásticas, Fundação Calouste Gulbenkian, Lisboa.
- 1994 – Anos de Ruptura - Uma Perspectiva da arte Portuguesa dos Anos 60.
- 1999 – Circa 1968, Museu de Serralves, Porto.
- 2000 – Prémios EDP de Pintura e Desenho.
- 2006 – Convocação I e II (Modo Menor e Modo Maior) – Centro de Arte Moderna José de Azeredo Perdigão, Fundação Calouste Gulbenkian, Lisboa.